# Una sconosciuta
Una sconosciuta è un film del 2021 diretto da Fabrizio Guarducci e tratto dal suo omonimo romanzo.

## Trama
In un piccolo paesino, dove le persone avevano perso la voglia di uscire di casa, appare una donna a seguito della riapertura del bar della cittadina. Questa figura femminile affascina ed incuriosisce gli abitanti, che iniziano a frequentare nuovamente il parco e rianimare il paese. La sconosciuta trasmette sicurezza alle persone, che con lei parlano, si confidano, si sfogano, senza che lei risponda mai o proferisca alcuna parola. Quando la vita nel paese sarà tornata alla normalità, la sconosciuta così come è apparsa, scomparirà. 

## Distribuzione
Dopo un'uscita nelle sale cinematografiche su tutto il territorio nazionale nel 2022,  il film è stato acquistato da Rai Cinema, ed il 7 agosto 2024 è stato trasmesso in anteprima tv in prima serata sul canale Rai Movie.

## Riconoscimenti
- 2021 - Terra di Siena Film Festival
  - Miglior film
  - Miglior attore a Sebastiano Somma
  - Miglior produttore a Matteo Cichero
- 2021  - Coliseum International Film Festival
  - Miglior film
- 2021 - Saint Petersburg Film & Television Festival
  - Miglior film